# Louis Fatou
Pour les articles homonymes, voir Fatou (homonymie).
Louis Ernest Fatou, né le 22 juin 1867 à Lorient (Morbihan) et mort le 22 septembre 1957 à Dinard (Ille-et-Vilaine), est un officier général français de la Marine nationale.

## Biographie
Entré dans la Marine en 1882, Louis Ernest Fatou est aspirant le 5 octobre 1885 au port de Lorient. Au 1er janvier 1886, il sert sur le croiseur Vénus, division navale du Levant, sous les ordres du commandant Frédéric Turquet de Beauregard. Enseigne de vaisseau le 5 octobre 1887, il devient lieutenant de vaisseau le 31 octobre 1892, puis officier breveté torpilleur et officier breveté de l'École supérieure de la Marine (promotion 1899). Au 1er janvier 1901, en résidence à Paris, il est l'aide de camp du vice-amiral chef d'état-major général de la Marine. Au 1er janvier 1903, il commande l'aviso de 2e classe Élan à l'École des pilotes à Cherbourg (Cherbourg-Octeville en 2000). Capitaine de frégate le 23 mai 1908, il est affecté à l'état-major du 5e arrondissement maritime à Toulon, puis il passe second sur le Bruix, dans l'escadre d'Extrême-Orient. En 1908, il est chef d'état-major adjoint auprès du vice-amiral Germinet en Méditerranée. Au 1er janvier 1911, il se trouve au port de Toulon. Par décret le 20 mars 1912, il crée le service de l'Aviation maritime, future Aéronavale. En 1913, il commande une escadrille de torpilleurs en station de Cherbourg, puis le premier transporteur d'hydravions français Foudre. Il est promu capitaine de vaisseau le 28 février 1914. Commandant le cuirassé Vérité en Méditerranée de juin 1914 à novembre 1915, il prend part au bombardement des plages de Koum-Kaleh. Contre-amiral le 11 juin 1916, il est commandant supérieur des flottilles de patrouille anti-sous-marine. Il assure l'escorte de nombreux convois de ravitaillement de l'Armée d'Orient, avec efficacité. Promu vice-amiral en février 1921, il devient préfet maritime à Brest en 1922, puis chef d'etat-major de la Marine en 1928. Il quitte le service actif en juin 1929 et entre au conseil d'administration des Forges et Chantiers de la Méditerranée. 
Il est élevé à la dignité de grand-croix de la Légion d'honneur en 1929.
Louis Ernest Fatou meurt à Dinard le 22 septembre 1957.

## Mariage et descendance
Louis Fatou épouse Magdeleine d'Abel de Libran, fille du contre-amiral Gaspard Alexandre d'Abel de Libran, avec laquelle il aura un fils, Robert Fatou (1895-1981).

## Décorations
Grand-croix de la Légion d'honneur par décret du 12 Janvier 1929

## Dans la littérature
Un jour de 1943, Louis Fatou fit la rencontre de l'écrivain Roger Frison-Roche en gare de Naples[réf. nécessaire]. Ce dernier le mentionne anonymement dans son livre Le Versant du soleil, paru chez Flammarion en 1981 : « Sur le quai, un officier allemand accompagne un civil. Ce dernier est un personnage important sans doute, car il est traité avec beaucoup d'égards. »